# Uzlovskij rajon
L'Uzlovskij rajon (in russo Узловский район?) è un rajon dell'Oblast' di Tula, in Russia. Istituito nel 1924, il capoluogo è Uzlovaja.